# Drapeau de la Tanzanie
 (août 2024).
Si vous disposez d'ouvrages ou d'articles de référence ou si vous connaissez des sites web de qualité traitant du thème abordé ici, merci de compléter l'article en donnant les références utiles à sa vérifiabilité et en les liant à la section « Notes et références ».
Le drapeau de la Tanzanie fut adopté en 1964. Il correspond à une fusion des drapeaux du Tanganyika et de Zanzibar. Il est traversé diagonalement par une bande noire bordée de jaune allant du point de drisse inférieur au point flottant supérieur. Le triangle supérieur est vert et le triangle inférieur est bleu.

## Significations
Les couleurs utilisées ont été précisées par le département de la planification et de la privatisation du bureau du Président de la Tanzanie (British Standard 2660, 1955) :
- Le vert (0-010) représente la végétation abondante du pays.
- Le jaune (0-002) représente ses riches ressources minières.
- Le noir (9-103) représente le peuple.
- Le bleu (0-012) représente ses nombreux lacs, fleuves et sa côte sur l'océan Indien.

Drapeau de Zanzibar
Drapeau du Tanganyika